# ペルガモン
ペルガモン（τὸ Πέργαμον、[ˈpɜːrɡəmən]または[ˈpɜːrɡəmɒn]、英語: Pergamon）は、小アジア（アナトリア、現トルコ）のミュシア地方にある古代都市。スミュルナ（現イズミル）北方のカイコス川河畔にあり、エーゲ海から25キロメートルの位置にある。
現在の行政区画はイズミル県のベルガマに当たり、周辺にローマ、ビザンチン、オスマン帝国時代の墳丘墓やモスク、バザール、シナゴーグなどの遺跡も多い。

## 概要
ペルガモンは紀元前3世紀半ばから2世紀にアッタロス朝の都として繁栄したヘレニズム時代の都市である。その外港はエライアとエフェソスであった。ローマが紀元前129年に小アジアの西南部にアシア属州を設けたあと、ペルガモンは、エフェソスとともに、この属州の中心都市となり、繁栄を続けた。
ペルガモンのアクロポリス遺跡は標高335メートルの丘の上にあり、一群の建造物で構成されていて、上市と呼ばれている。その下方には、中市と下市が広がっている。上市には宮殿、トラヤヌスの神殿（ローマ時代のもの）、アテーナーの神殿、アスクレペイオン、ポルチコ、円形劇場、ローマ劇場、ゼウスの大祭壇、アゴラ、ギュムナシオン、図書館、武器庫、水道橋などの水道システム、セラペウムなどの遺跡がある。うち1つ、ゼウスの大祭壇は、遺されていた壁面彫刻などを使って、ベルリンのペルガモン博物館の内部に復原・展示されており、往時の雄姿を再現している。

## アッタロス朝
アッタロス朝はヘレニズム王国の一つで、アレクサンドロス3世（大王）の遺将リュシマコスの財宝を管理していたフィレタイロスの背信行為から生まれた。紀元前2世紀半ばすぎ、アッタロス1世が建国し、繁栄を極めた。紀元前133年、アッタロス3世が、領内のギリシアの独立ポリスを除き、アッタロス朝の領土を共和政ローマに遺贈したことによって、アッタロス朝は消滅した。
ペルガモンの文化の発展の度合いは、図書館が一時アレクサンドリア図書館に次ぐ規模に達していたことに象徴されている。蔵書の作成に使われたパピルスは、品不足の影響もあって、エジプトのプトレマイオス朝から輸出を停止されたほどであった。そのため、パピルスの代替するものとして、同国で羊皮紙が生産されるようになった。羊皮紙を表す言葉の語源はペルガモンに由来する（例えば英語のparchment）。

## 世界遺産
この世界遺産は世界遺産登録基準のうち、以下の条件を満たし、登録された（以下の基準は世界遺産センター公表の登録基準からの翻訳、引用である）。
- (1) 人類の創造的才能を表現する傑作。
- (2) ある期間を通じてまたはある文化圏において、建築、技術、記念碑的芸術、都市計画、景観デザインの発展に関し、人類の価値の重要な交流を示すもの。
- (3) 現存するまたは消滅した文化的伝統または文明の、唯一のまたは少なくとも稀な証拠。
- (4) 人類の歴史上重要な時代を例証する建築様式、建築物群、技術の集積または景観の優れた例。
- (6) 顕著で普遍的な意義を有する出来事、現存する伝統、思想、信仰または芸術的、文学的作品と直接にまたは明白に関連するもの（この基準は他の基準と組み合わせて用いるのが望ましいと世界遺産委員会は考えている）。